# Елида (Њу Мексико)
Елида (енгл. Elida) град је у америчкој савезној држави Њу Мексико.

## Демографија
По попису из 2010. године број становника је 197, што је 14 (7,7%) становника више него 2000. године.
| Група             | 2000.       | 2010.       |
| Белци             | 133 (72,7%) | 140 (71,1%) |
| Афроамериканци    | 0 (0,0%)    | 4 (2,0%)    |
| Азијати           | 0 (0,0%)    | 3 (1,5%)    |
| Хиспаноамериканци | 50 (27,3%)  | 50 (25,4%)  |
| Укупно            | 183         | 197         |